# Ana Milán
Ana Belén García Milán, nota semplicemente come Ana Milán (Alicante, 3 novembre 1973), è un'attrice, conduttrice televisiva e doppiatrice spagnola.

## Biografia
Debutta come modella per Cibeles Madrid Fashion Week. Si laurea in giornalismo all'Università CEU Cardenal Herrera di Valencia, per poi intraprendere la carriera di attrice. Tra il 2002 e il 2005 è nella compagnia 5mujeres.com. Dal 2005 al 2009 è nel cast della versione spagnola di Camera Café, con Arturo Valls, Esperanza Pedreño, Luis Varela e Carolina Cerezuela, su Telecinco. Partecipa, tra il 2006 e il 2007, alla telenovela di Telecinco Yo soy Bea, remake spagnolo della telenovela colombiana Betty la fea, interpretando Sandra de la Vega. Dal 2008 è Olimpia Díaz nel telefilm di Antena 3 Fisica o chimica, con Nuria González, già incontrata in 5mujeres.com, e José Manuel Seda, conosciuto sul set di Yo soy Bea.
È stata legata sentimentalmente a Paco Morales, dal quale, nel 2002, ha avuto un figlio, Marco.

## Filmografia

### Cinema
- El hombre de las mariposas, regia di Maxi Valero (2011)
- Non c'è due senza..., regia di Paco Caballero (2021)

### Teatro
- 5mujeres.com (2002-2005)

### Televisione
- Malena es un nombre de tango, regia di Gerardo Herrero (1996)
- Condenadas a entenderse (1999)
- Compañeros – serie TV, episodio 6x02 (2000)
- 7 vidas – serie TV, episodio 13x03 (2004)
- Mis adorables vecinos – serie TV, episodio 3x09 (2005)
- El auténtico Rodrigo Leal – serie TV, 4 episodi (2005)
- Yo soy Bea – serial TV, 61 episodi (2006-2007)
- Camera Café (Versione spagnola)– serie TV, 22 episodi (2005-2009)
- Al final del camino, regia di Roberto Santiago (2009)
- Fibrilando – serie TV, 6 episodi (2009)
- Fisica o chimica (Física o Química) – serie TV, 77 episodi (2008-2011)
- Yo soy la Yoli - Serie Tv, 12 episodi (2012-2013)

## Doppiaggio

### Film
- Toy Story 3 (2010) – Dolly

## Programmi televisivi
- Nunca has roto un plato (2005)
- Sábado dolce vita (2006)
- De 'Los Serrano' a 'Cuenta atrás', regia di Marisa Alcaide (2007)
- Los irrepetibles, regia di Emilio Aragón (2007)
- Noche Hache, regia di Miguel Sánchez-Romero (2007)
- Pasapalabra (2007-2009)
- Premios Ondas 2009 (2009)
- Toni Rovira y tú (2009)
- La Marató 2009 (2009)
- Password (2010)
- Caiga quien caiga (2010)
- Gala 20 aniversario (2010)

## Premi e candidature
- Premios Zapping per Yo soy Bea e Camera Café (2007)
- TP de Oro per la migliore attrice protagonista per Fisica o chimica (2008, 2009)
- Festival Internacional de TV y Cine Histórico Reino de León per Fisica o chimica (2009)
- Premios del Público TV per Fisica o chimica (2009, 2010)
- Must! Awards per Password (2010)